# District de Phuc Tho
Le district de Phuc Tho (vietnamien : Phúc Thọ) est un district (Huyện) de la province de Hanoï dans la région du Delta du Fleuve Rouge au Viêt Nam.

## Description
Phúc Thọ faisait partie de la province de Hà Tây jusqu'à ce que celle-ci soit absorbée par Hanoï en 2008.